# 제이슨 스미스 (배우)
제이슨 스미스(Jason Smith, 1984년 5월 31일 ~ )는 오스트레일리아의 배우이다.